# Eparquía de Alepo de los caldeos
La eparquía de Alepo de los caldeos (en latín: Eparchia Aleppensis Chaldaeorum y en árabe: أبرشية حلب‎) es una circunscripción eclesiástica de la Iglesia católica en Siria. Se trata de una eparquía caldea, sufragánea de la archieparquía de Bagdad de los caldeos. Desde el 18 de enero de 1992 su eparca es Antoine Audo, de la Compañía de Jesús.

## Territorio y organización
La eparquía tiene 185 180 km² y extiende su jurisdicción sobre los fieles católicos de rito caldeo residentes en Siria.
La sede de la eparquía se encuentra en la ciudad de Alepo en donde se halla la Catedral de San José.
En 2020 en la eparquía existían 11 parroquias.

## Historia
Cuando Alepo se convirtió en parte del Imperio otomano en 1516 una colonia de cristianos nestorianos estaba presente en la ciudad, probablemente originada en la ciudad de Amida (actual Diyarbakır) en la alta Mesopotamia. En 1723 el patriarca caldeo Yosep III Maraugin obtuvo del Gobierno otomano un firmán que reconocía su jurisdicción sobre los fieles caldeos de la ciudad. Los caldeos de Siria dependían de la archieparquía de Mardin, aunque estaban bajo la administración de los ordinarios de otros ritos católicos. Vicariatos patriarcales fueron erigidos para Alepo en 1872, Adana en 1891, Damasco en 1895 y Deir ez-Zor en 1906. 
En 1896 el vicariato patriarcal de Alepo tenía solo una parroquia con una iglesia, 300 fieles y un único sacerdote (el propio vicario patriarcal). En el de Damasco había 200 fieles sin iglesia y en el de Adana había 600 fieles que tampoco contaban con iglesia, siendo en ambos casos el vicario patriarcal el único sacerdote.
A principios del siglo XX la comunidad incluía solo 250 personas. En 1901, sin embargo, el papa León XIII autorizó el establecimiento de un vicariato patriarcal, ya existente en Alepo, directamente dependiente del patriarca. En 1913 el vicariato patriarcal de Alepo tenía 400 fieles caldeos y una iglesia. El de Damasco tenía 300 fieles, una capilla y una escuela, el de Deir ez-Zor tenía 60 fieles y una capilla y el de Adana tenía 350 fieles y una iglesia (unos 800 fieles caldeos habían muerto en la Masacre de Adana en abril de 1909).
Luego del genocidio asirio de 1915 y la pérdida de Siria por los otomanos en 1918 los vicariatos patriarcales de Alepo, Damasco, Deir-ez Zor y Adana fueron reunidos en un único vicariato patriarcal de Siria. Desde 1924 Siria pasó a ser un mandato de Francia que se independizó el 14 de mayo de 1930, quedando la ciudad de Adana en Turquía.
En 1937 fue erigida la administración apostólica de la Mesopotamia Superior con el vicariato patriarcal de Siria y el del Líbano (erigido en 1895) y la inexistente desde 1915 (debido al genocidio de los cristianos practicado en el Imperio otomano) eparquía de Gazarta. En 1939 Hatay fue anexada a Turquía, por lo que la administración apostólica perdió el control de Alejandreta.
La eparquía de Alepo fue erigida el 3 de julio de 1957 con la bula Quasi pastor del papa Pío XII, con la cual el pontífice suprimió la antigua administración apostólica de Alta Jazira y estableció el nuevo distrito eclesiástico con su parte siria.

Apostolicam administrationem de Gazira superiore Chaldaeorum omnino exstinguimus, ideoque Syriam regionem, quae adhuc eiusdem administrationis iuri subiciebatur, in novae formam redigimus dioecesis, Aleppensis Chaldaeorum nuncupanda ad eorum curationem christianorum e chaldaico ritu ibi commorantium. Cuius dioecesis Episcopus proprium domicilium in urbe Aleppo constituet, cathedramque suae pontificalis auctoritatis in curiali templo, ibi exstante, collocabit, quod Nostro Apostolico Internuntio aptius videbitur. Huic itaque templo concedimus iura et privilegia, quae ad ceteras cathedrales aedes; iure spectant (...) Decernimus autem ut idem Praesul, ac Sedes Aleppensis Chaldaeorum subiecti ac suffraganei sint venerabili Fratri Patriarchae Babylonensi Chaldaeorum eiusque praeclarae Ecclesiae.

## Estadísticas
Según el Anuario Pontificio 2021 la eparquía tenía a fines de 2020 un total de 5000 fieles bautizados.
| Año                                                                             | Población            | Población | Población      | Sacerdotes | Sacerdotes    | Sacerdotes    | Bautizados por sacerdote | Diáconos permanentes | Religiosos | Religiosos | Parroquias |
| Año                                                                             | Bautizados católicos | Total     | % de católicos | Total      | Clero secular | Clero regular | Bautizados por sacerdote | Diáconos permanentes | Varones    | Mujeres    | Parroquias |
| ------------------------------------------------------------------------------- | -------------------- | --------- | -------------- | ---------- | ------------- | ------------- | ------------------------ | -------------------- | ---------- | ---------- | ---------- |
| 1958                                                                            | 4000                 | 4 000     | 0.1            | 13         | 9             | 4             | 307                      |                      |            |            | 7          |
| 1969                                                                            | 9000                 | ?         | ?              | 16         | 10            | 6             | 562                      |                      | 6          | 2          | 8          |
| 1980                                                                            | 8000                 | ?         | ?              | 6          | 2             | 4             | 1333                     |                      | 4          | 2          | 5          |
| 1990                                                                            | 10 200               | ?         | ?              | 5          | 2             | 3             | 2040                     |                      | 6          | 2          | 7          |
| 1999                                                                            | 15 000               | ?         | ?              | 6          | 5             | 1             | 2500                     |                      | 1          | 3          | 10         |
| 2000                                                                            | 15 000               | ?         | ?              | 5          | 4             | 1             | 3000                     |                      | 1          | 3          | 10         |
| 2001                                                                            | 15 000               | ?         | ?              | 11         | 5             | 6             | 1363                     |                      | 6          | 3          | 11         |
| 2002                                                                            | 15 000               | ?         | ?              | 9          | 4             | 5             | 1666                     |                      | 5          |            | 10         |
| 2003                                                                            | 15 000               | ?         | ?              | 4          | 4             |               | 3750                     |                      | 1          |            | 11         |
| 2004                                                                            | 15 000               | ?         | ?              | 11         | 5             | 6             | 1363                     |                      | 7          | 3          | 12         |
| 2005                                                                            | 15 000               | ?         | ?              | 13         | 6             | 7             | 1153                     |                      | 7          | 3          | 12         |
| 2006                                                                            | 15 000               | ?         | ?              | 13         | 6             | 7             | 1153                     |                      | 7          | 3          | 12         |
| 2009                                                                            | 35 000               | ?         | ?              | 15         | 7             | 8             | 2333                     |                      | 9          | 3          | 14         |
| 2012                                                                            | 30 000               | ?         | ?              | 16         | 9             | 7             | 1875                     |                      | 7          | 3          | 14         |
| 2015                                                                            | 10 000               | ?         | ?              | 11         | 4             | 7             | 909                      |                      | 7          |            | 10         |
| 2018                                                                            | 5000                 |           |                | 6          | 6             |               | 833                      |                      |            |            | 10         |
| 2020                                                                            | 5000                 | ?         | ?              | 7          | 6             | 1             | 714                      |                      | 1          |            | 11         |
| Fuente: Catholic-Hierarchy, que a su vez toma los datos del Anuario Pontificio. |                      |           |                |            |               |               |                          |                      |            |            |            |

## Episcopologio
- Paul Cheikho † (28 de junio de 1957-13 de diciembre de 1958 nombrado patriarca de Babilonia)
- Stéphane Bello, O.A.O.C. † (23 de octubre de 1959-26 de noviembre de 1989 falleció)
  - Sede vacante (1989-1992)
- Antoine Audo, S.J., desde el 18 de enero de 1992